# Altıntepe

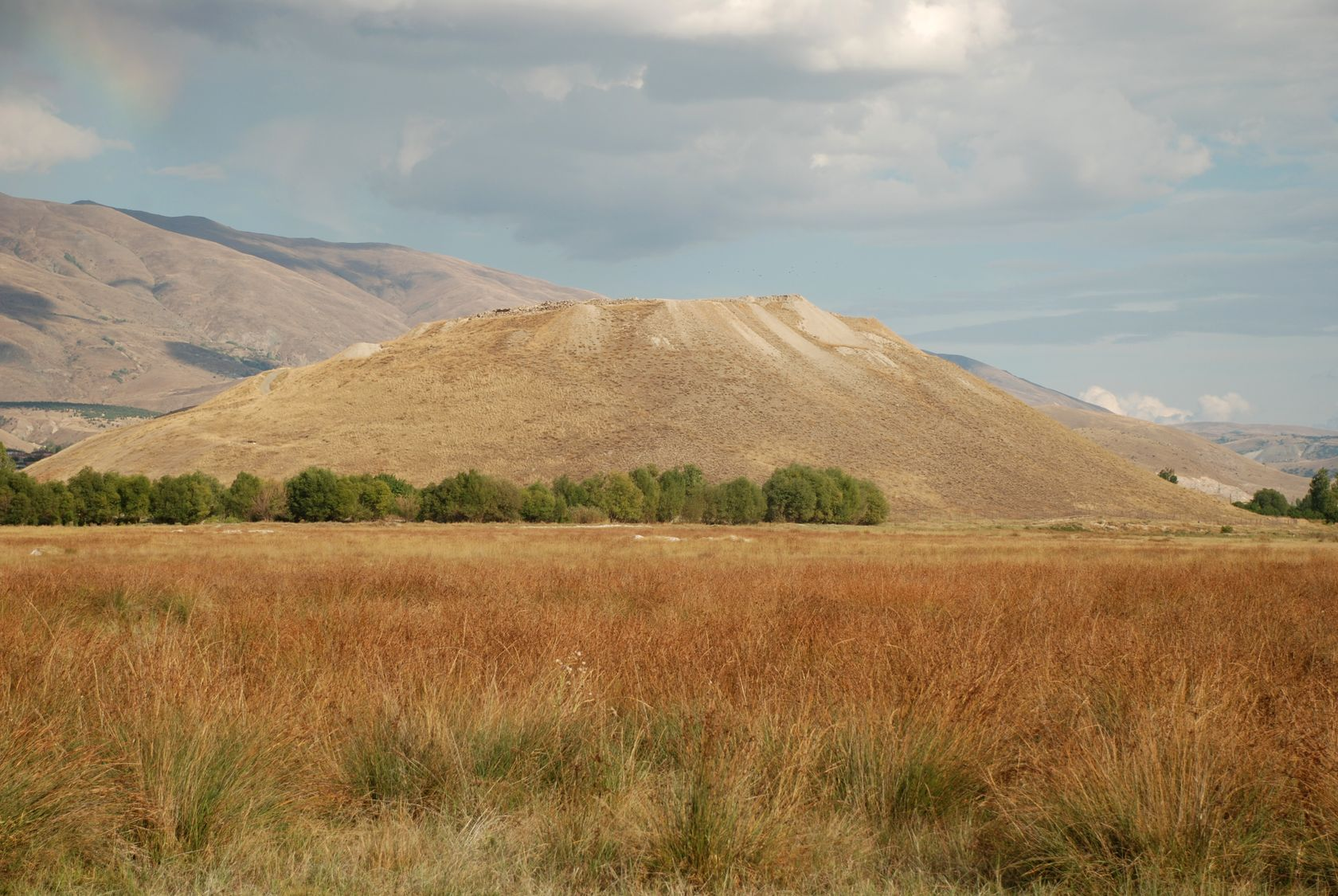
Altıntepe von der Zufahrtsstraße aus Südwesten. Durch Wasserläufe und Sumpfgebiete unpassierbare Wiese

Altıntepe (türkisch goldener Hügel) ist der Siedlungshügel einer befestigten urartäischen Residenz mit einem Turmtempel und gut erhaltenen Grabkammern aus der zweiten Hälfte des 8. bis zur zweiten Hälfte des 7. Jahrhunderts v. Chr. Der Hügel liegt in der Nähe von Erzincan im anatolischen Hochland im Osten der Türkei. Die Anlage der westlichsten urartäischen Stadt wurde 1938 entdeckt, die Ausgrabungen ab 1959 erbrachten bedeutende Fundstücke aus der Blütezeit des Reiches, vor allem Bronzegefäße und Bruchstücke von Wandmalereien. Altıntepe war von der Frühen Bronzezeit bis ins Mittelalter besiedelt.

## Lage
Koordinaten: 39° 41′ 47,6″ N, 39° 38′ 47,9″ O
Altıntepe liegt im Landkreis Üzümlü in der Provinz Erzincan, 20 Kilometer östlich der Provinzhauptstadt am Nordrand einer weiten Ebene, die in nordwestlicher Richtung vom Karasu, einem Quellfluss des Euphrat, durchflossen wird. Der 60 Meter hohe kegelstumpfförmige Hügel vulkanischen Ursprungs ist nördlich der Autobahn E80 zwischen Erzincan und Erzurum zu sehen. Sein Gipfel erreicht 1215 Meter über Meereshöhe. Der Hügelfuß hat einen Durchmesser von 500 Metern, etwas mehr als die Entfernung bis zur Straße beträgt. In der westlichen Umgebung des Hügels weiden, wie zur urartäischen Zeit, Rinder und Schafe auf Wiesen, die von zahlreichen Bewässerungskanälen, sonstigen kleinen Wasserläufen und Sumpfflächen durchzogen sind. Der einzige Zugang ist daher eine Straße, die von der Autobahn abzweigt und in einem etwa zwei Kilometer weiten Bogen von Norden auf den Hügel zusteuert.
Zur direkten Nachbarschaft von Altıntepe gehört, zwei Kilometer Luftlinie westlich, der 40 Meter aus der Ebene aufragende Hügel Saztepe mit eisenzeitlichen Besiedlungsresten. Der Hügel mit einer Wasserpumpstation an seiner Spitze ist ebenfalls nur über einen Fahrweg von der Hauptstraße aus erreichbar. Gegenüber von diesem Abzweig liegt im Süden der Autobahn die kleine landwirtschaftliche Siedlung Saztepe. Zwischen beiden Hügeln produzieren an der Hauptstraße ein Betonwerk und eine Ziegelei. In diesem Bereich fanden Archäologen 500 Meter westlich von Altıntepe einen 140 × 200 Meter großen weiteren Siedlungshügel, der nach dem Namen eines Dorfes in der Nähe Küpesik Höyük genannt wird. Er ist mit ungeschultem Auge nicht erkennbar. Das sumpfige Grasland muss in antiker Zeit ein artenreiches Tiergehege (Paradeisos) gewesen sein, hauptsächlich ein Sammelplatz für Wildvögel. Durch die Anlage von Kanälen sind die Sumpfgebiete gegenüber damals deutlich zurückgegangen. Das Paradeisos findet sich auf dem Bodenmosaik einer Kirche aus dem 6. Jahrhundert abgebildet, die an der unteren Ostseite von Altıntepe freigelegt wurde. Küçük Höyük ist ein weiterer Hügel im Norden, der in der Mitte eines Baches liegt.
Östlich von Altıntepe erschweren kleinparzellige Ackerflächen (Zuckerrüben), Gemüsegärten und Baumreihen in der Nähe kleiner Dörfer die Bodenuntersuchung. Im Süden stören sandiges Schwemmland und Überschwemmungen in der Nähe des Karasu.

## Forschungsgeschichte

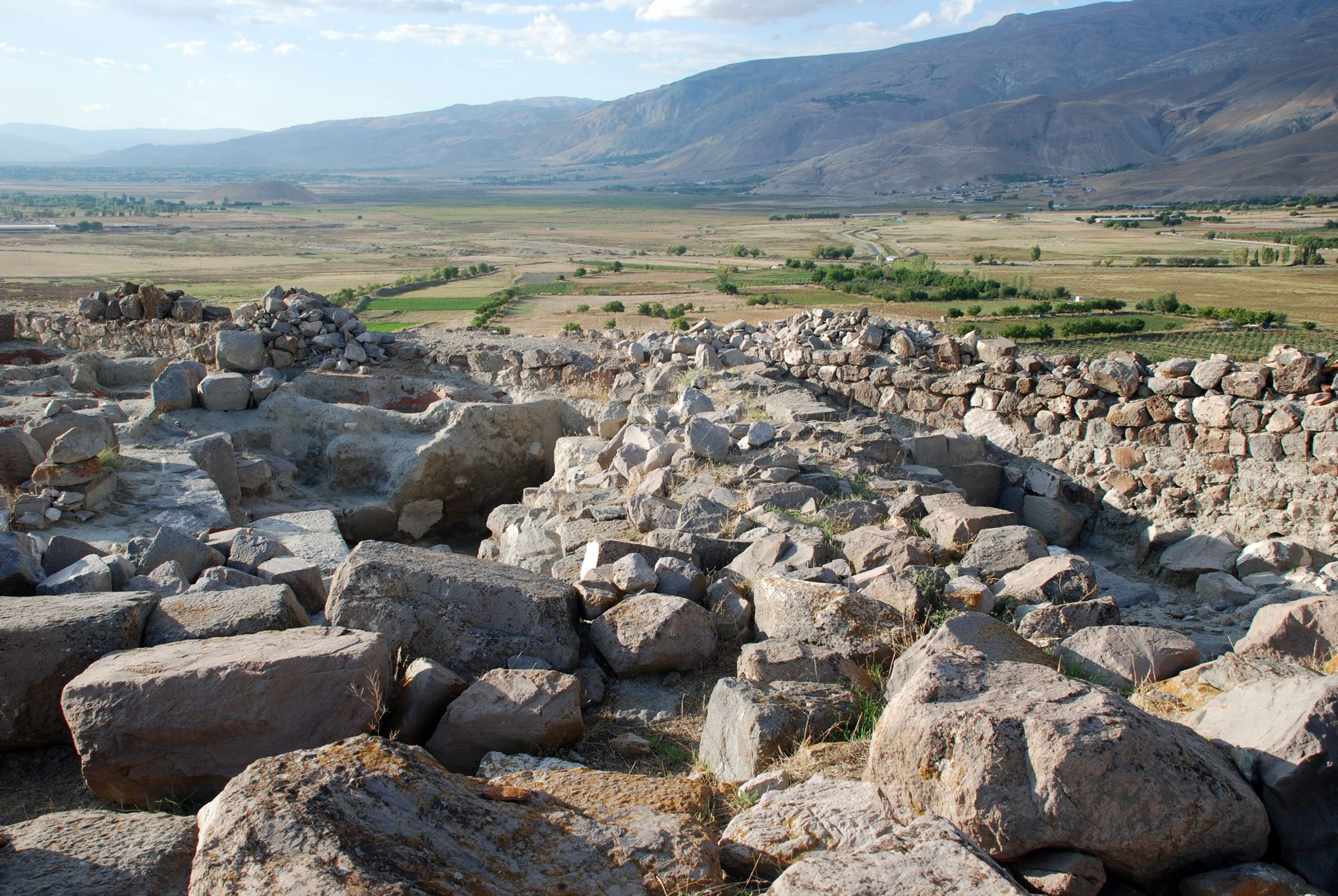
Innerhalb der Stadtmauer im Nordwesten. Blick nach Westen. Im Hintergrund links in der Ebene der Hügel Saztepe

Beim Bau der Bahnlinie Erzincan-Erzurum sollen Arbeiter im Jahr 1938 auf dem Altıntepe die ersten Bronzegefäße entdeckt haben. Die Bahnlinie verläuft jedoch in einigen Kilometern Entfernung und führt nicht über den Hügel. Daher ist eine andere Version mindestens ebenso plausibel, wonach Einwohner eines nahe gelegenen Dorfes eines der Kammergräber öffneten und plünderten. In jedem Fall wurde ein Teil der Fundstücke an das archäologische Museum in Ankara verkauft. Im April 1938 machten türkische Zeitungen in Istanbul und Ankara den Fundort durch illustrierte Artikel bekannt. Hans Henning von der Osten veröffentlichte 1939 einen Bericht über seinen Besuch und beschrieb die Bronzefunde aus dem geöffneten Felsengrab. In den folgenden Jahren waren wiederholt Schatzsucher tätig. Im Jahr 1956 brachen Straßenbauarbeiter die nordöstliche der drei Grabkammern auf, wobei sie einige der Grabbeigaben zurückließen. Erste wissenschaftliche Ausgrabungen fanden zwischen 1959 und 1968 unter Tahsin Özgüç von der Universität Ankara statt. Er konzentrierte seine Arbeit auf die Burg und die wesentlichen Tempelanlagen und Wohnbereiche auf dem Hügel. Am Ende der Untersuchungen wurde das Grabungsfeld nicht wie sonst üblich als Sicherungsmaßnahme zugeschüttet, sondern blieb sich selbst und weiteren Raubgräbern überlassen und überwuchs allmählich mit Gras.
Eine zweite Grabungskampagne begann im Jahr 2003, geleitet von Mehmet Karaosmanoğlu, ebenfalls im Auftrag der Universität Ankara. Hierbei wurde die Kirche an der Ostseite des Hügels freigelegt. Neben der Klärung einiger offener Fragen aus den vorangegangenen Grabungen ging es besonders in den Jahren 2006 und 2007 um die Bodenerkundung der näheren Umgebung, um die wirtschaftlichen Beziehungen der Festungsanlage zu ihren Satellitensiedlungen oder den zeitweiligen Lagern, an denen Vieh gehalten wurde, in einem Radius von fünf Kilometern zu erforschen. Die natürlichen Grenzen des Gebiets sind der Fuß der Berge im Norden und der Karasu-Fluss im Süden.
Zum Untersuchungsgebiet gehört auch der flache Küpesik Höyük, der im Lauf der Zeit in der aus weichen, sandig-kiesigen Alluvialböden bestehenden Ebene verschwand. Die bis zu sechs Meter tiefen Löcher der Raubgräber zeigen jedoch eine entsprechend weit hinabreichende Folge von Kulturschichten.
Zusätzlich wurde 2007 eine Sondierungsgrabung am nordwestlichen Rand der Festung durchgeführt, bei der unter einer hohen Schuttschicht aus dem Mittelalter ein Mauerwerk aus mächtigen Quadern zum Vorschein kam, das als Terrasse gedeutet wird.
Saztepe wurde erstmals Mitte der 1950er Jahre von Charles Burney untersucht, im Jahr 1993 wertete Geoffrey D. Summers dessen gefundenes Material erneut aus und datierte die Keramik. Einen großen Teil bezeichnete er als Triangle Ware und ordnete sie der nach-urartäischen, achämenidischen Periode zu. Die als Phase II definierte Bauschicht in Altıntepe datierte Summers ebenso in die achämenidische Zeit.

## Geschichte

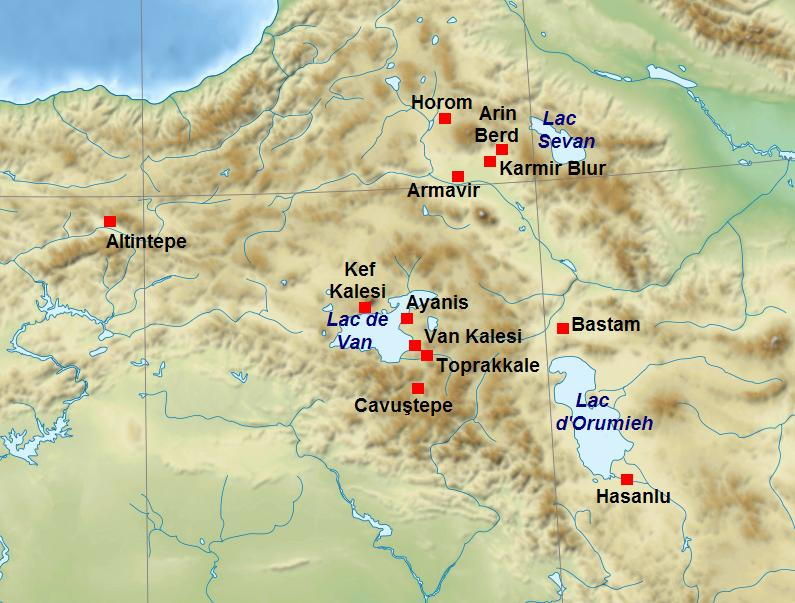
Karte bekannter urartäischer Festungen

Die ältesten Grabungsfunde stammen aus der frühen Bronzezeit. Auf den kleineren Nachbarhügeln ist Keramik aus der frühen Eisenzeit vorherrschend, auf dem Saztepe überwiegen dagegen Funde aus der späten Eisenzeit, also nach dem Untergang des urartäischen Reiches.
Urartu ist inschriftlich ab dem Beginn des 9. Jahrhunderts v. Chr. bekannt. Seine Hauptstadt lag im Hochland von Van im Südosten der Türkei. Das Siedlungsgebiet erstreckte sich in seiner größten Ausdehnung im Osten bis an den Urmiasee und den Sabalan, ein Gebirge in der iranischen Provinz Ost-Aserbaidschan, im Norden bis zu den Bergen Nordarmeniens und im Süden wurde es von Assyrien begrenzt.
Altıntepe war die am weitesten westlich gelegene Siedlung an der Grenze zum phrygischen Reich. Bei der Expansion unter König Sarduri II. (reg. um 760–730 v. Chr.) dehnte sich das Machtgebiet mindestens bis hierher aus. Der Tempelkomplex wurde vermutlich in der 2. Hälfte des 8. Jahrhunderts errichtet, die Grabkammern werden auf Ende des 8., Anfang des 7. Jahrhunderts datiert. Eine Ritzinschrift erwähnt König Argišti II. (reg. 714–680). Über seine Herrschaft ist kaum etwas bekannt, außer dass er einige Inschriften an den am weitesten im Osten gelegenen Orten hinterließ. Anfang des 6. Jahrhunderts v. Chr. brach der urartäische Staat in seinem Kernland zusammen. Es ist nicht eindeutig geklärt, ob Altıntepe und die Umgebung zu dieser Zeit weiterhin von urartäischen Siedlern bewohnt wurde, oder ob die vor allem auf dem Saztepe gefundene Keramik (Triangle Ware) der Ausdehnung des Achämenidenreichs zu verdanken ist. Klar ist, dass die Bewohner Altıntepe um diese Zeit verließen und einen Teil der beweglichen Güter mitnahmen.
Die ausgegrabene Kirche aus dem 6. Jahrhundert n. Chr. belegt eine Besiedlung in frühbyzantinischer Zeit, die oberen Besiedlungsschichten reichen bis in das späte Mittelalter. Der urartäische Name der Festung ist nicht bekannt.

## Beschreibung der Anlage
Die Gipfelfläche des Altıntepe war von einem Mauerring mit Bastionen und Toren umgeben, die zu einem großen Palast im südlichen Zentrum führten. Dessen Größe lässt erkennen, dass es sich bei der Siedlung um ein lokales Verwaltungszentrum gehandelt haben muss. Ein großer Teil der Hügelkuppe nordwestlich des Palastes wurde von einem ummauerten Tempelbezirk mit Säulenhalle ausgefüllt. Da die Umfassungsmauer, die am Rand der ebenen Fläche verlief, an der Nord- und Ostseite einige Gebäudegrundrisse durchschneidet, dürfte sie später, gegen Ende der urartäischen Periode errichtet worden sein, als die zunehmend militärisch instabile Lage eine Befestigung erforderlich machte. Die rechteckige Grundform der Bastionen mit Eingängen von der Innenseite lassen auch an eine hellenistische Bauzeit der Mauer denken.

### Tempel

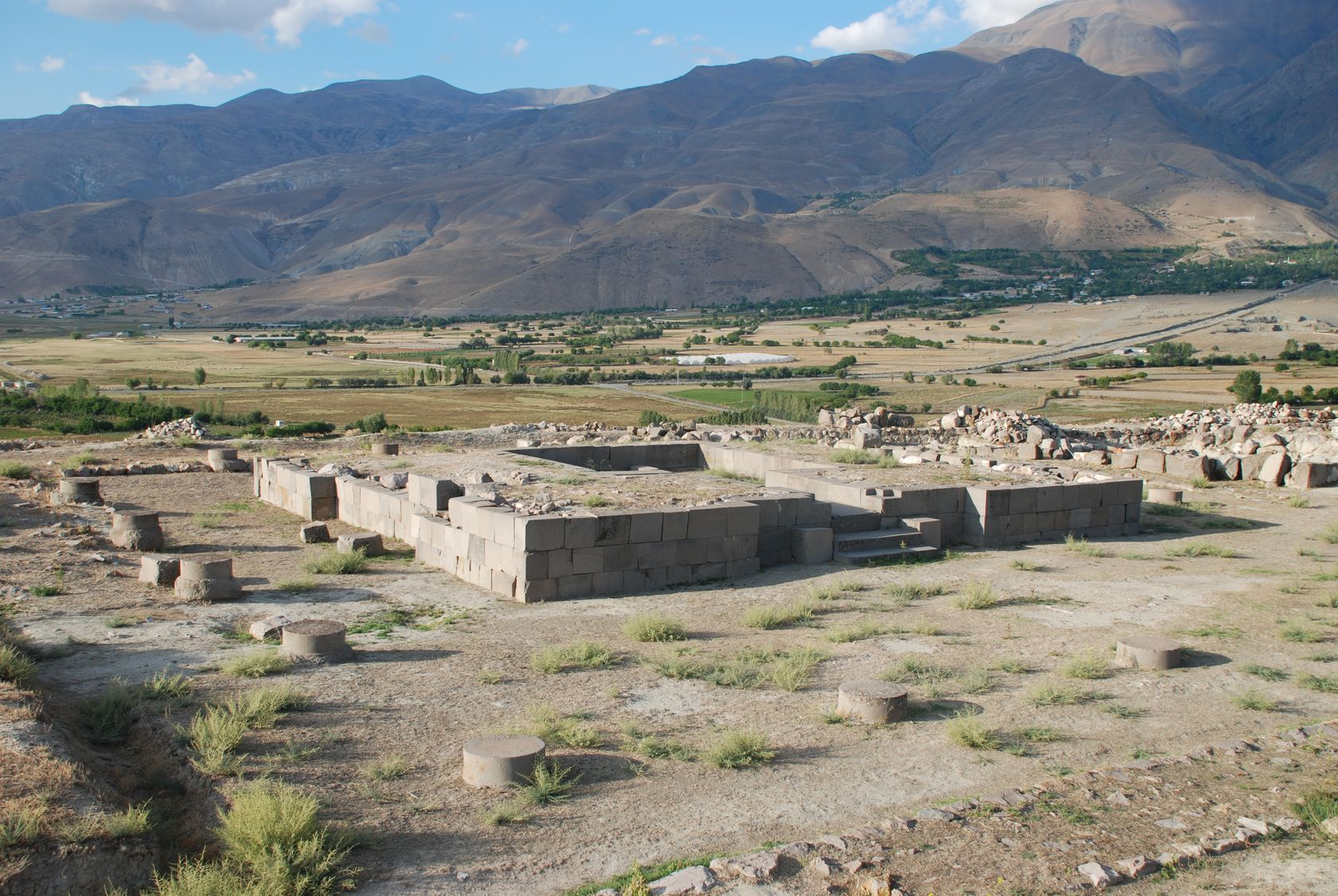
Südseite des Tempels, von Säulenbasen der Portikus umgeben

Altıntepe besaß den westlichsten Turmtempel des urartäischen Reiches, der wie alle anderen dem Hochgott Ḫaldi geweiht war. An den vier Außenwänden eines rechteckigen Hofes war eine Portikus vorgebaut, dessen Dach von sechs Holzsäulen je Seite, insgesamt 20, getragen wurde, deren steinerne Basen erhalten blieben. Dem Durchmesser der Säulenbasen nach zu urteilen, besaßen die urartäischen Holzsäulen einen Durchmesser vor 43 Zentimeter. Beim Flachdach waren die Balkenzwischenräume mit Schilfrohr ausgefüllt und mit einer Schicht Stampflehm überdeckt.
Der Turmtempel (susi) stand in der Längsachse des Hofes etwas nach hinten versetzt, sein Eingang lag im Südosten. Er war quadratisch und maß außen 14 Meter bei einer Wandstärke von 4,75 Metern. An der gut erhaltenen Sockelzone präparierten die Ausgräber innen und außen eine Blendmauer aus sorgfältig behauenen und fugenlos verlegten Steinquadern in zwei Reihen heraus. Die Wände oberhalb der Grundmauern waren aus Lehmziegeln errichtet und sind nicht mehr erhalten. Sie besaßen nach klassischem Muster Eckrisalite. Zum Eingang führten zwei Stufen hinauf, in die Steinblöcke an beiden Seiten war jeweils ein Loch gebohrt, in das wohl einst Lanzen hineingesteckt wurden. Vor der rückwärtigen Wand in der Cella befand sich ein Sockel für das Götterstandbild. Im Umkreis davor wurden zahlreiche Opfergaben in Form von Vasen und Speerspitzen gefunden. Solche, wie ein Turm aussehende Tempel scheint es in allen urartäischen Städten gegeben zu haben.
Der Eingang zum Tempelhof dürfte sich ursprünglich gegenüber der Tempelfassade in der Mitte der Südostwand befunden haben, aber mit dem Bau der angrenzenden Palastanlage nicht mehr benutzbar gewesen sein. An dieser Stelle wurde ein rechteckiger niedriger Steinaltar freigelegt. Zwischen ihm und der Südostwand kamen bei Grabungen die meisten der gefundenen Elfenbeinobjekte zum Vorschein. An der südwestlichen Umfassungswand waren auf ganzer Länge drei Räume angebaut. In der Außenwand des mittleren, gegenüber den seitlichen doppelt so großen Raumes befand sich vermutlich nach dem Bau des Palastes der Zugang zum Tempelhof. Nebenräume und Tempelhofmauer gehören zur selben Bauphase und ergaben zusammen einen quadratischen Grundplan mit 27 Metern Kantenlänge. Ein freistehender Bau mit zwei unterschiedlich großen Räumen westlich des Tempelhofs muss nicht aus derselben Zeit stammen. Er kommt als Priesterwohnung oder Schatzhaus in Frage.

### Palast

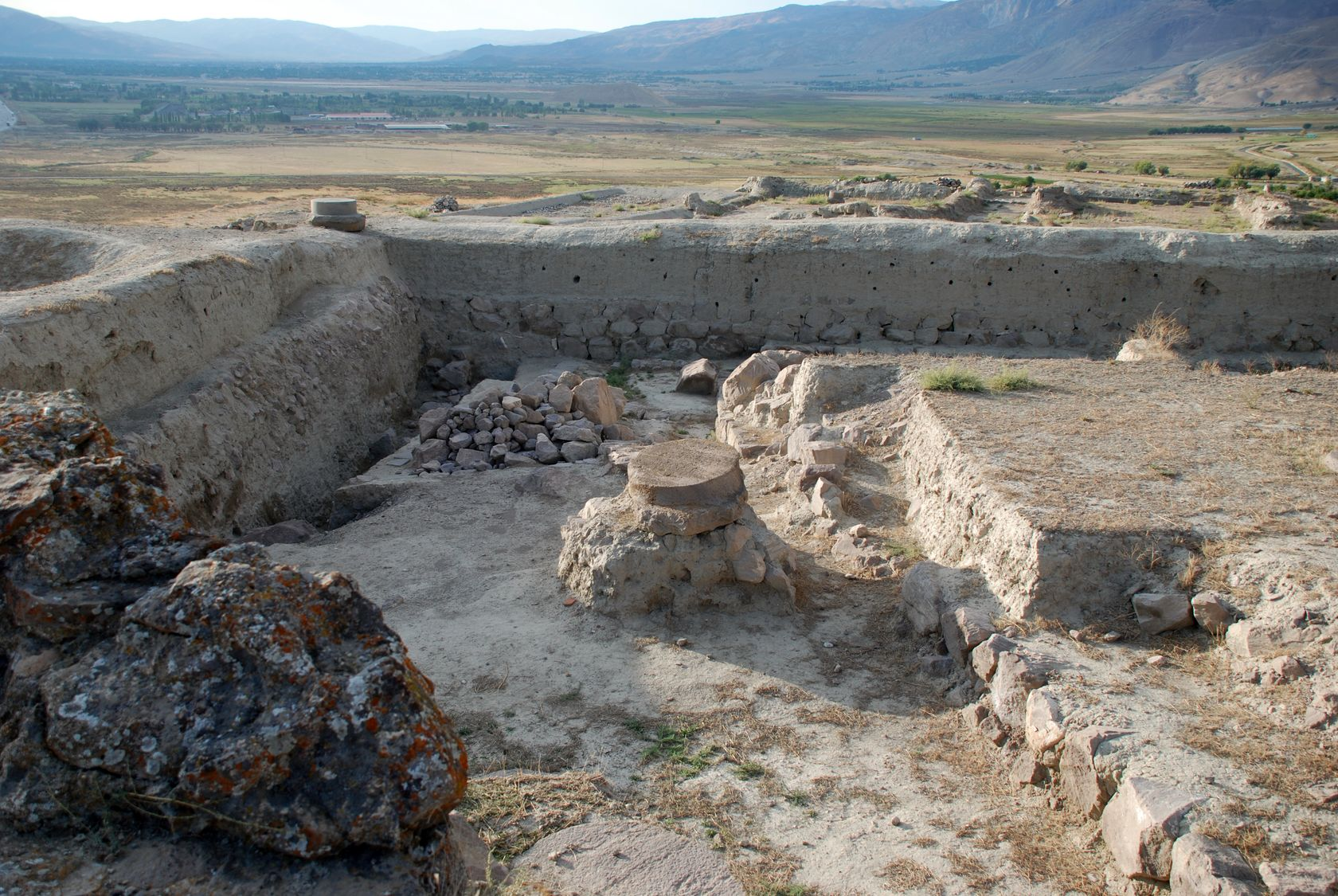
Apadana. Westecke der Außenmauer

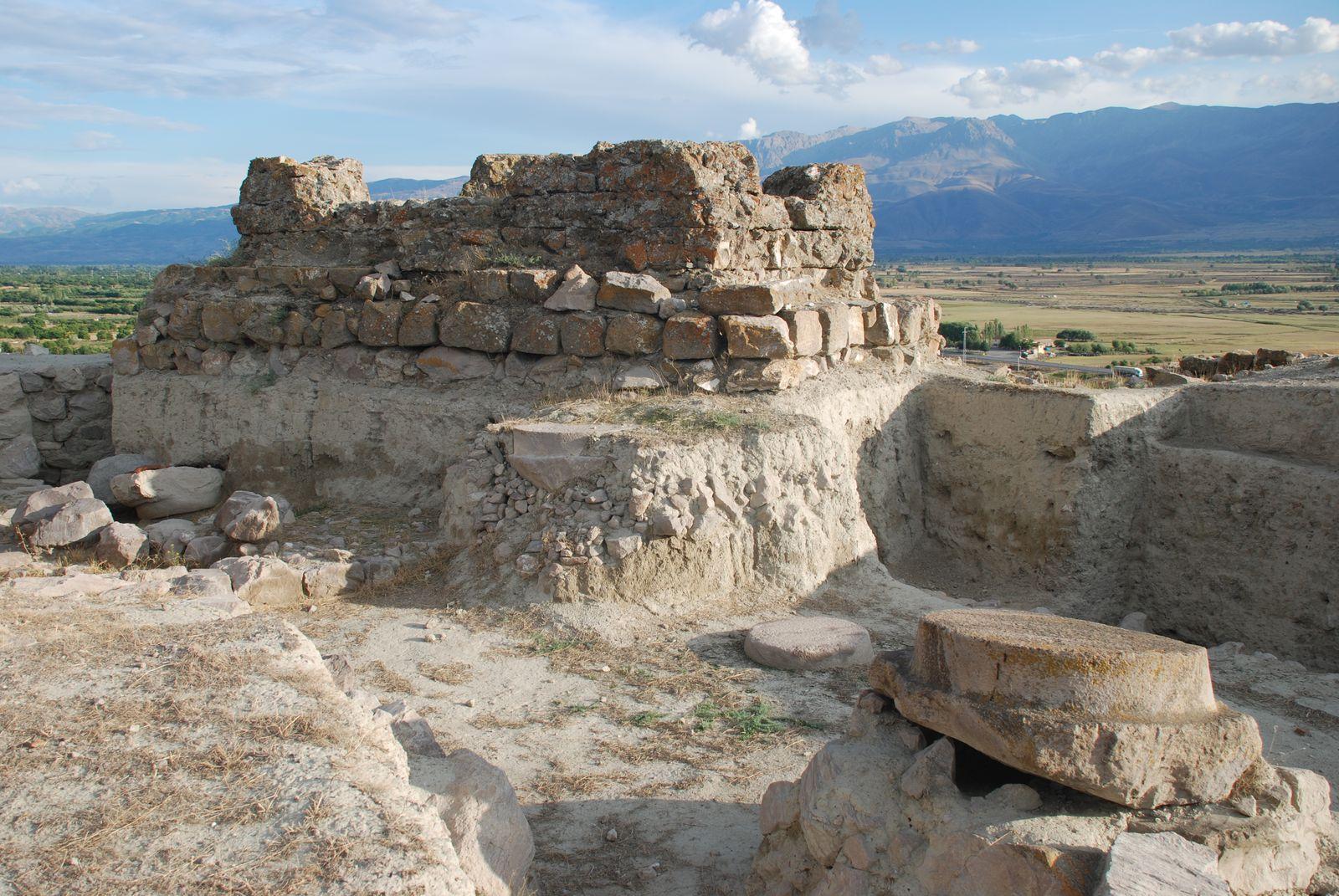
Turm einer Verteidigungsmauer, die über die Südecke der Apadana verlief. Blick nach Osten, rechts Schnellstraße

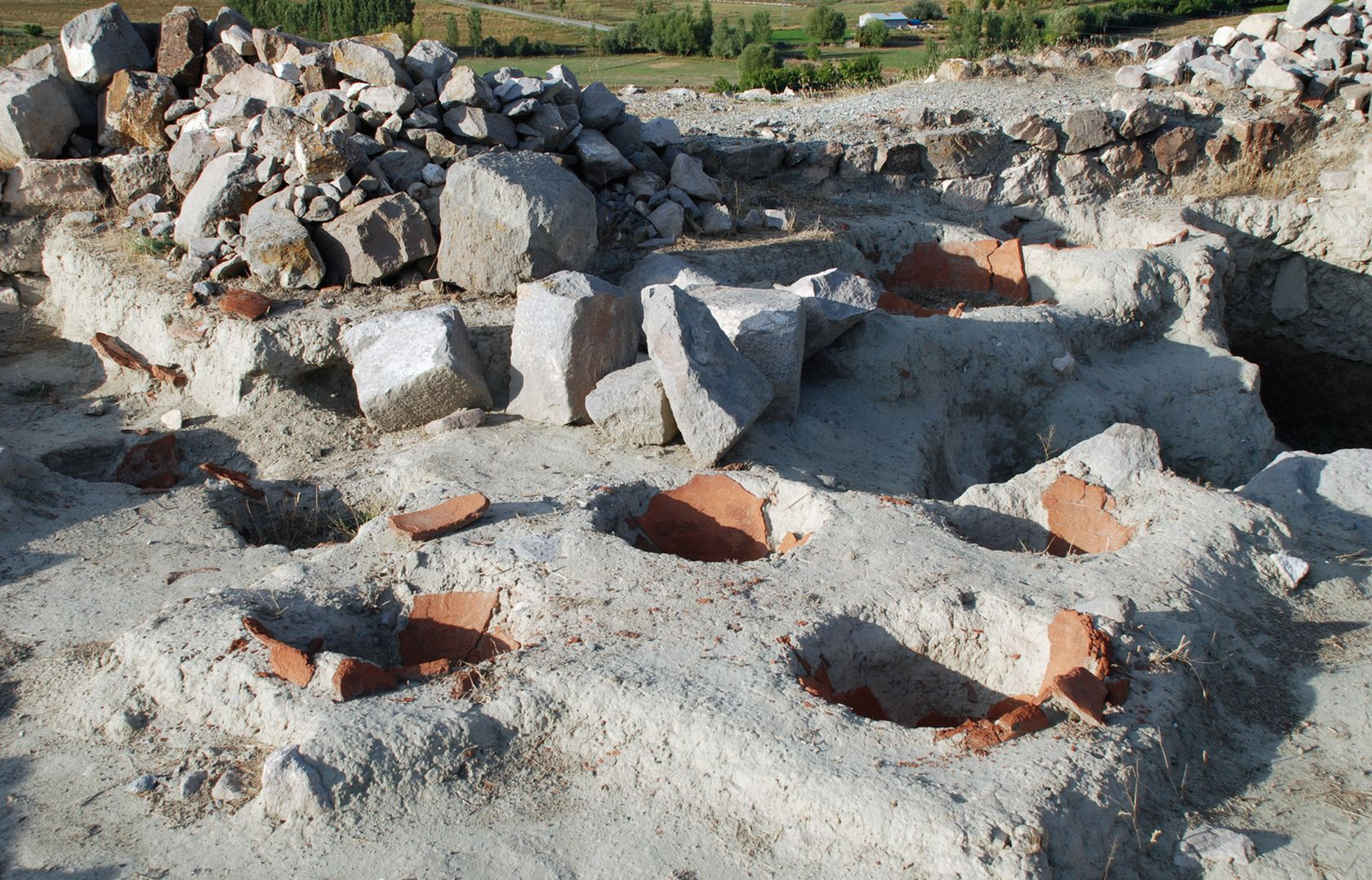
Vorratskammer nördlich des Palastes. Bodenvertiefungen für Pithoi

Der von Südwesten nach Nordosten ausgerichtete rechteckige Gebäudekomplex aus der zweiten Schicht lag etwas höher und grenzte in einem spitzen Winkel an den Tempelhof. Die große Säulenhalle maß innen 44 × 25 Meter. Drei Säulen in jeder der beiden Reihen trugen ein flaches Dach aus Holz. Die erhaltenen Säulenbasen haben den ungewöhnlichen Durchmesser von 1,5 Metern, daher wäre es möglich, dass die Säulen nicht aus Holz, sondern aus Lehm bestanden. Die äußeren Lehmmauern waren mit mindestens drei Metern Dicke ebenfalls recht massiv, sie standen auf einem Fundament aus großen groben Steinblöcken. Es gab nur einen Zugang an der Nordostecke.
Außer in Altıntepe haben sich nur in Teišebai URU und Erebuni, beide in Armenien, Fragmente von Wandmalereien erhalten. Die Hallenwände waren vermutlich bis zu einer durchschnittlichen Höhe von 2,35 Metern mit Wandmalereien aus der ersten Hälfte des 7. Jahrhunderts dekoriert. Auf einer dünnen Putzschicht, bestehend aus einer Tonschlämme, mit der die Lehmmauern überzogen waren, wurden die Bilder in al secco aufgetragen. In einem Fries waren unten in allen Räumen Granatäpfel und Rosetten abgebildet. Waagrechte Felder in der Wandmitte enthielten geflügelte Sphingen, sitzende Stiere, geometrische Muster, Palmetten und Genien um einen Lebensbaum. Ein besonderes Motiv zeigt eine 60 Zentimeter hohe Bilderfolge mit einem Löwen, der einen Hirsch belauert. Beide stehen unter einem Baum, dessen blauer Stamm rote Blätter trägt. In der nächsten Szene mit demselben Baum ist der Löwe dabei, den Hirsch zu fressen.
Ähnlich wie beim Tempelhof waren an der nordwestlichen Längsseite drei Vorratsräume angebaut. In einem lagen elf Pithoi (Vorratskrüge) in drei Reihen im Boden, im zweiten Raum 60 Pithoi in Zehnerreihen. Von drei Nebenräumen im Südosten wurde einer beim Bau der späteren (hellenistischen?) Stadtmauer zur Hälfte abgeschnitten. Die Verteidigungsmauer aus groben Steinblöcken war leicht nach innen geschrägt.

### Kammergräber
Außerhalb der Mauer am Südhang waren die Eingänge von drei Kammergräbern unter einer vier Meter hohen Schicht aus Erde und Steinen verborgen. 1938 eröffneten Raubgräber die erste Grabhöhle, die aus einem zwei Meter hohen, nordwestlich-südöstlich ausgerichteten Gang bestand, der von drei hintereinanderliegenden Kammern verbreitert wurde, in deren Wände rechteckige Nischen eingetieft waren. Den oberen Abschluss bildete ein Kraggewölbe. Für das notwendige Auflagegewicht sorgte eine 40 Zentimeter hohe Schicht aus großen Bruchsteinen, diese wiederum waren von einer mit kleineren Steinen durchsetzten Stampflehmschicht überdeckt.
In dieselbe Zeit wie Grab 1 wird eine als Freiluftheiligtum bezeichnete Plattform mit Lehmboden am Hang datiert. Eine Stelenreihe an der Rückseite dieser ebenen Fläche deutet auf einen kultischen Zusammenhang mit der Grabstätte hin. Vor dieser Reihe von vier unbeschrifteten Stelen wurde ein aufgestelltes Libationsbecken freigelegt. Eine Kanne, wie sie zusammen mit einem Altar, einem Betenden oder Opfernden und einem heiligen Baum auf einem Steingewicht aus Toprakkale abgebildet ist, diente dazu, das Trankopfer auf den Altar zu gießen. An den Altären vor den Tempeleingängen wurden wohl meist unblutige Opfer vollzogen. Der Opferplatz in Altıntepe ist als einziger für die Verbindung von Trankopfer mit Totenkult bekannt. Grabbeigaben wie ein Kandelaber mit Dreifuß scheinen für die Totenzeremonie gebraucht und anschließend in das Grab gelegt worden zu sein.
Grab 2 stammt aus einer späteren Zeit, da es einen zuvor angelegten Weg zum ersten Grab versperrt. Ein Abgang (Dromos) zum Grab aus südöstlicher Richtung führte zu einer einzelnen rechteckigen Kammer mit zwei Reihen Nischen an allen drei Wänden. Vertiefungen am Boden der Nischen sprechen für darin abgestellte Urnen mit Brandbestattungen. In anderen urartäischen Grabkammern fand man ebenfalls solche Vertiefungen. Feuerbestattungen scheinen nicht nur, wie früher angenommen, bei der einfachen Bevölkerung und den Soldaten, sondern in allen Bevölkerungsschichten gängige Praxis gewesen zu sein. Wie bei Grab 1 war der Eingang mit einer passgenauen Steinplatte und einem weiteren groben Stein davor verschlossen.
Im dritten Grab einige Meter westlich reihten sich drei Kammern, wobei die Richtung des dritten etwas aus der geraden Linie nach Südwesten abwich. Die hinteren beiden enthielten Steinsarkophage. Im Vorraum, dessen Eingang im Nordosten lag, befanden sich in der Mitte ein großer Kessel und darin ein kunstvoller Bronzegürtel, Pferdefigürchen, Pferdegeschirr, Teile eines Streitwagens und zwei Bronzescheiben, eine davon enthält die Gravur einer geflügelten Gottheit und schräg darunter ein kleineres geflügeltes Pferd. Der Gürtel trägt eine Keilschrift aus der Zeit von König Argišti II. Im Sarkophag der zweiten Kammer war ein Mann beigesetzt, der wie für einen Krieger üblich nackt war. Daneben lagen reichlich Gold- und Silberknöpfe und ein eiserner Schild. Der Sarkophag in der dritten Kammer enthielt die Überreste einer mit einem Prunkgewand bekleideten Frau und zahlreiche Schmuckbeigaben aus Gold und Edelsteinen. Der Raum war mit einem hölzernen Tisch und einer Bank möbliert; alles Dinge, die für den Gebrauch in der jenseitigen Welt bestimmt waren.

### Bauten aus byzantinischer Zeit
Die byzantinische Kirche auf halber Höhe an der Ostseite des Hügels wurde ab 2003 freigelegt. Erhalten blieben ein Meter dicke Grundmauern, die ein Rechteck mit Außenmaßen von 19,6 × 11,3 Metern bildeten. Das Dach der dreischiffigen Basilika stützten drei Säulen in jeder Reihe. Die halbrunde Apsis innerhalb der geraden Ostwand (Ausrichtung nordöstlich) war an beiden Seiten von Nebenräumen (Pastophorien) umgeben. Der für Ostanatolien einzigartige Mosaikfußboden des Kirchenschiffs blieb großteils erhalten. Neben streng geometrischen sind auch florale Motive und Tierfiguren zu sehen. Die Wände schmückten christliche Heilige, die mit farbigen Steinen und Glasbruchstücken gestaltet waren. Über der zerstörten Kirche lag die Schicht eines mittelalterlichen Friedhofs. Das Mosaik ist durch ein Wellblechdach mit Gitterwänden an allen Seiten geschützt.
Die Nordhälfte des Palastes war teilweise von einer Kapelle mit einer aus der Ostwand tretenden halbrunden Apsis überbaut, deren Reste abgetragen wurden. Grundmauern aus byzantinischer Zeit blieben östlich außerhalb der Verteidigungsmauer erhalten.

## Funde
In Altıntepe wurden die einzigen urartäischen Inschriften mit luwischen Hieroglyphen neben einer größeren Zahl von Keilschriften gefunden. Durch die beiden Ritzinschriften in luwischen Hieroglyphen, die auf den aus Grabkammern stammenden Bronzen gelesen werden können, ist die Datierung in die Regierungszeit von Argišti II. möglich.
Elfenbeinfiguren und Bronzeobjekte aus Altıntepe gehören zu den bedeutendsten urartäischen Fundstücken. Aufmerksamkeit erregte ein sehr gut erhaltener Bronzekessel von 51 Zentimetern Höhe und 72 Zentimetern Durchmesser, der aus dem 1938 entdeckten ersten Kammergrab stammt. Er ist mit vier Stierköpfen am Rand verziert und steht auf einem Dreifuß mit Stierhufen. Ein ähnlicher Kessel wurde aus der etwa zeitgleichen Grabstätte des phrygischen Königs Midas in Gordion geborgen. Des Weiteren kamen 1938 aus diesem Grab Mischkrüge, Köcher, Möbelbeschläge und Kandelaber mit Dreifuß aus Bronze zum Vorschein. Grab 2 enthielt Fragmente von Silbergürtel, die mit geometrischen Mustern verziert waren.
Die Elfenbeinobjekte um den Altar an der südöstlichen Portikus des Palastes gehörten alle zu einem Thron, so zum Beispiel ein sitzender Löwe und ein Reh mit einem Baum. Weitere Fundstücke von dort waren Schilde, zahlreiche Helme sowie Pfeil- und Bogenspitzen. Eine Besonderheit stellen die sehr bunten Wandmalereien aus dem Palast dar.
Über den Schmuck der Urartäer geben vor allem die Ausgrabungsorte Altıntepe, Karmir Blur und Değirmentepe bei Patnos Auskunft. Der in Frauen- und Männergräbern gefundene Schmuck von Altıntepe besteht aus Gold- und Silberknöpfen sowie aus Edelsteinen. Abgesehen von Değirmentepe fand man in Altıntepe die reichste Auswahl an Edelsteinen innerhalb Ostanatoliens. Darunter befinden sich Schmuckobjekte aus Karneol, Jaspis, Achat, Frittenporzellan, Fayence, Bernstein, Speckstein und Bergkristall.
Aus dem 8. und 7. Jahrhundert v. Chr. wurden an mehreren Orten urartäische Gürtelbleche aus Bronze gefunden. Nur das eine aus Altıntepe stammende Exemplar ist eindeutig datierbar, weil bei diesem eine Keilschrift darauf hinweist, dass sein Besitzer ein Zeitgenosse von  Argišti I. war. Darauf sind geflügelte Kentauren abgebildet, die den Vogelmännern von Anipemza ähneln, nur dass letztere keine Bögen in den Händen halten.